# Conus coronatus
Conus coronatus é uma espécie de gastrópode do gênero Conus, pertencente à família Conidae.

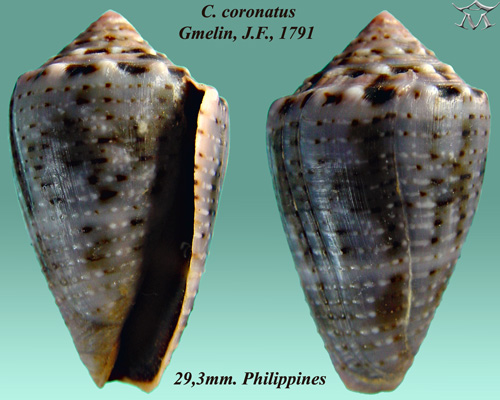
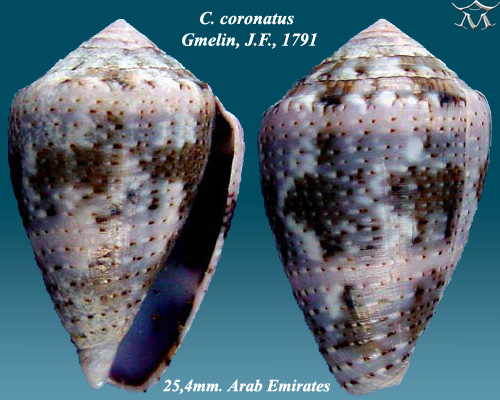
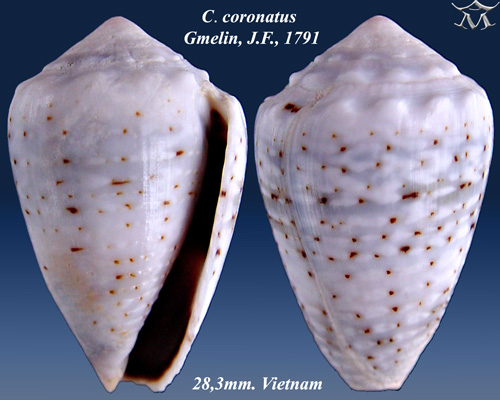
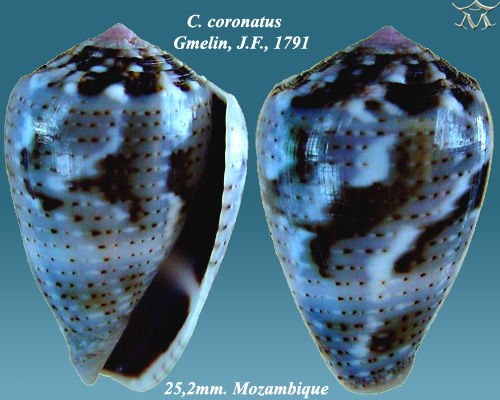